# Капилупи, Лелио
Лелио Капилупи (итал. Lelio Capilupi; 19 декабря 1497, Мантуя — 3 января 1560, Мантуя) — итальянский писатель.
Родился, прожил бо́льшую часть жизни и умер в Мантуе, избегая ответственной службы. Писал стихи на латыни и итальянском, пользовался широким признанием (так, Ариосто и Маттео Банделло пишут о Капилупи как об одном из наиболее блестящих авторов своего времени), но вскоре после смерти был забыт. В последующем определённой известностью пользовались только его центоны из Вергилия, в которых строчками древнеримского классика обсуждались самые остросовременные для XVI века темы: нравы женщин, жизнь монахов, церковные таинства и первая европейская эпидемия сифилиса.

## Труды
- Cento Virgilianus de Vita monachorum quos vulgo fratres apellant (Венеция, 1543)
- Cento Vergilianus in foeminas (переиздано в: «Schediasmata de eruditis coelibibus», 1717)
- Cento Vergilianus in Siphillim (в: «Capiluporum carmina et centones», Рим, 1590).